# Theo Joekes

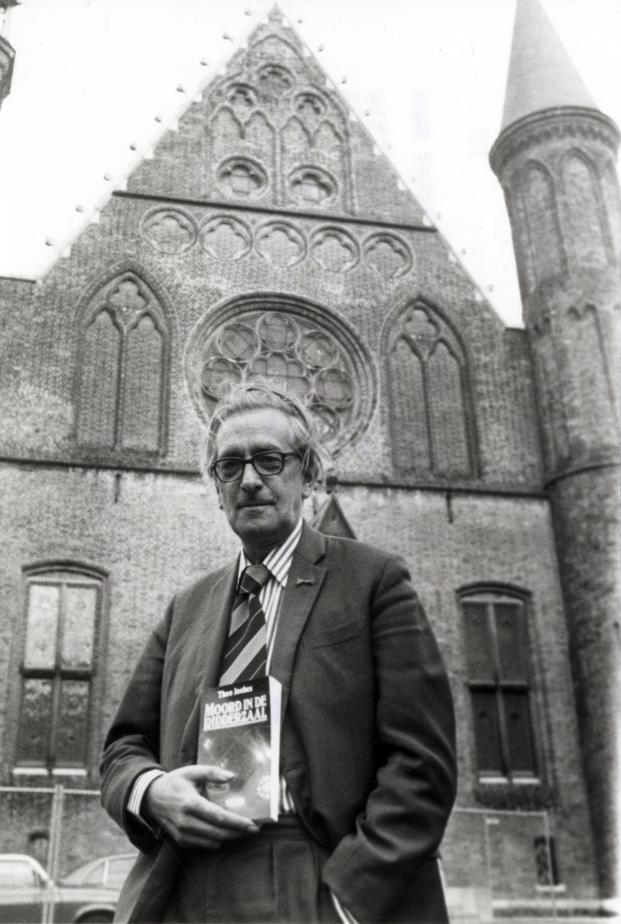
Joekes poseert met zijn eerste detective op het Binnenhof

Theodoor Hendrik (Theo) Joekes (Den Haag, 1 september 1923 – aldaar, 16 maart 1999) was een Nederlandse journalist, schrijver en politicus van VVD-huize.

## Levensloop
Joekes was zoon van PvdA-minister Adolf Marcus Joekes. Hij begon zijn loopbaan bij de BBC Dutch Service en was Londens correspondent van het dagblad NRC. Later werd hij correspondent van de Financial Times en The Economist. In 1964 studeerde hij af aan de Universiteit van Leiden. Van 1963 tot 1989 was hij lid van de Tweede Kamer der Staten-Generaal. Hij kwam door zijn onafhankelijke opstelling in de RSV-enquêtecommissie in conflict met de partijleiding, maar wist in 1986 via 250.000 voorkeurstemmen zijn zetel te behouden. In 1989 trok hij zichzelf terug van de kandidatenlijst voor de VVD, nadat hij wederom op een onverkiesbare plaats was gezet.

## Veroordeling
In 1978 werd Theo Joekes tot 1000 gulden boete veroordeeld wegens aanzetting tot discriminatie en geweld. Hij wilde Molukkers het land uit kunnen zetten.

## Ziekte
Joekes leed aan een bipolaire stoornis met psychosen, waarvoor hij vanaf 1973 medicatie kreeg.

## Boeken
Hoorspel voor de BBC Dutch Service:
- Kerstmis aan de Zuidpool (1948)

Detectives:
- Moord in de Ridderzaal (1980)
- Moord op De Horst (1981)
- Moord aan het Voorhout (1981)
- Moord in vijfvoud (1982)
- Klavertje moord (1986)

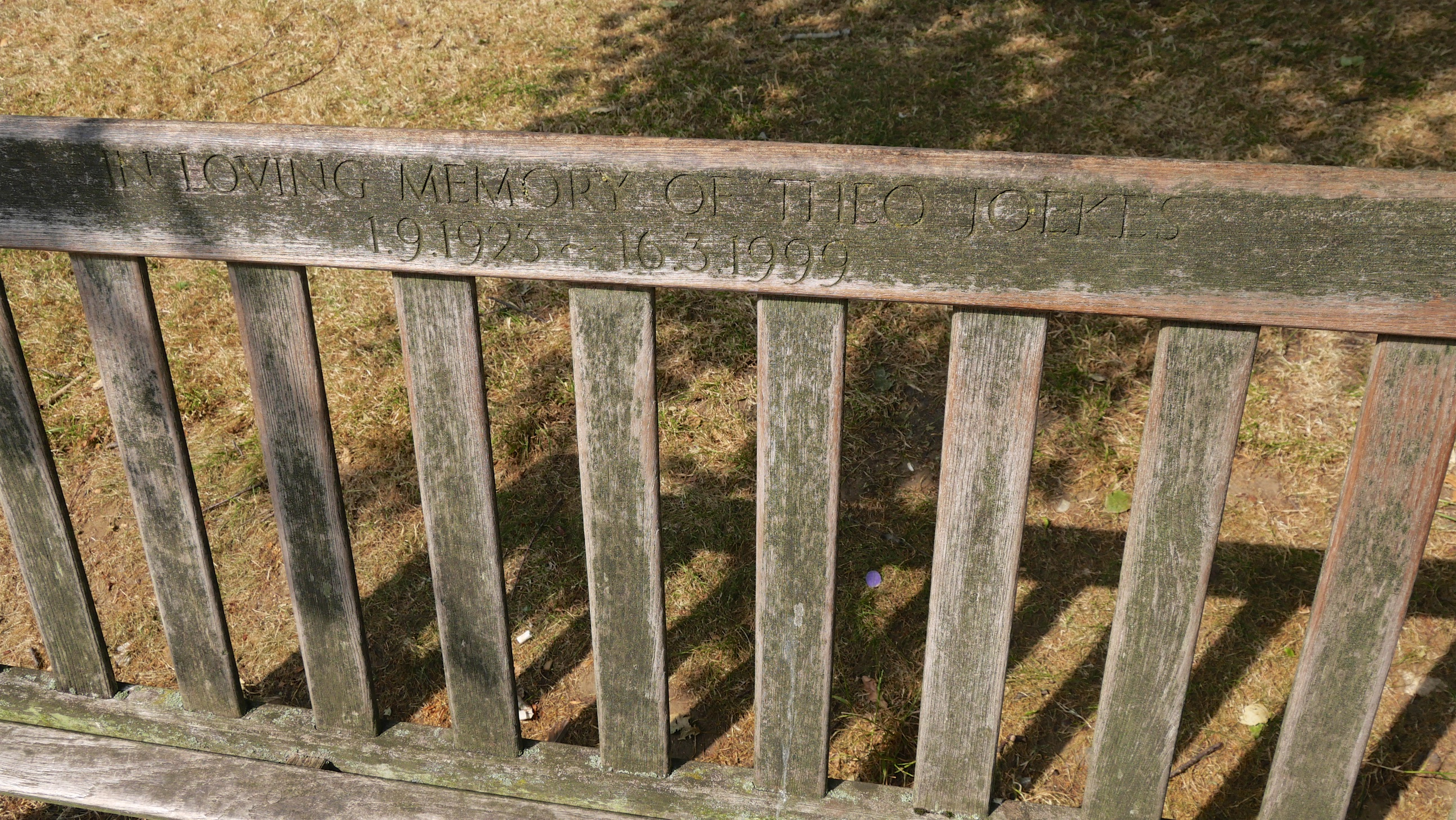
Bank in Londen, "in loving memory of Theo Joekes"

- Sherlock Holmes in Holland en andere nieuwe Nederlandse misdaadverhalen (1986, met Martin Koomen, Janwillem van de Wetering e.a.)

Romans:
- Kersen in September (1987)

Memoires:
- Man en Paard - Herinneringen (1996)